# 西里爾·盧卡里斯

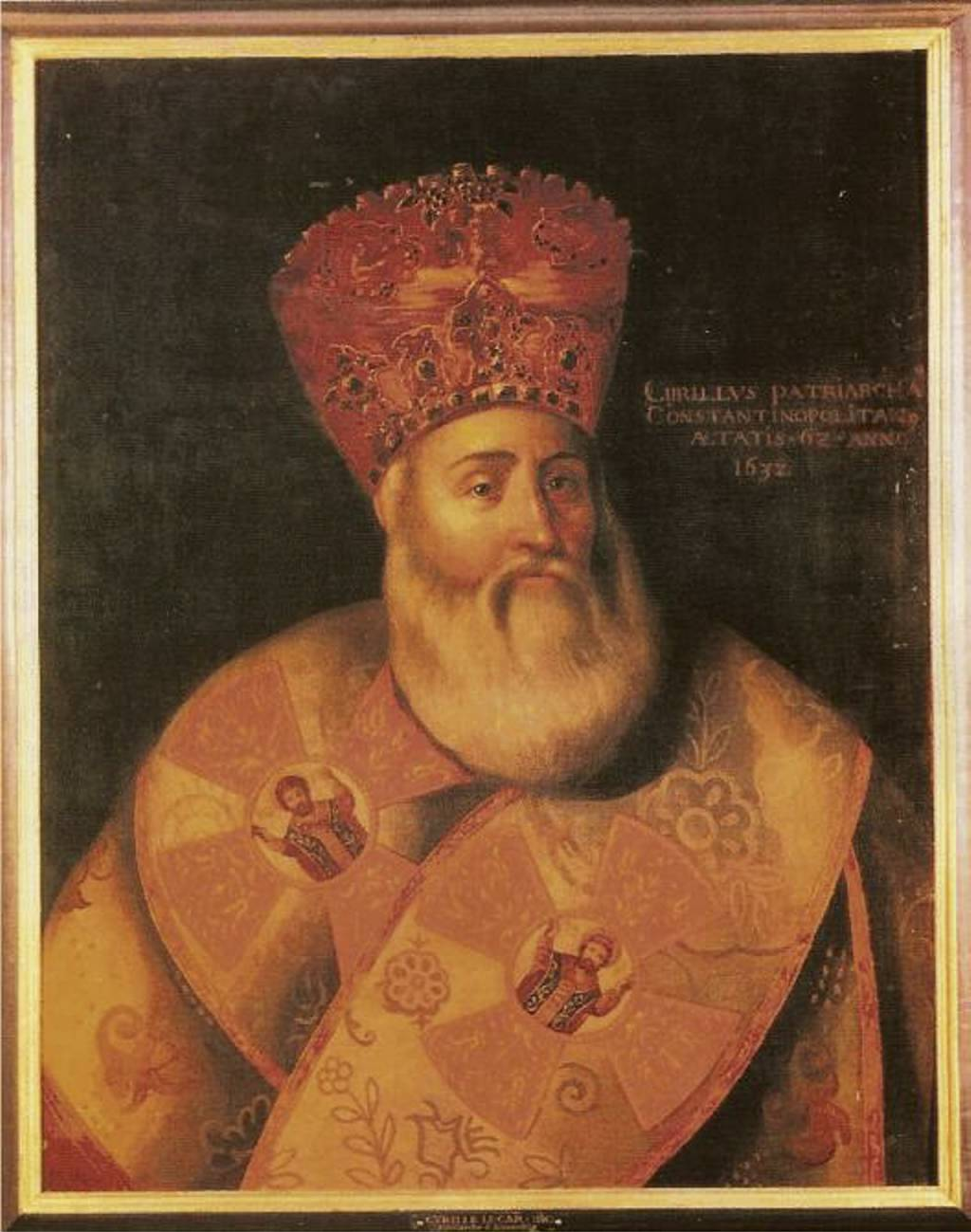
亲加尔文主义的君士坦丁堡牧首西里尔一世

西里爾·盧卡里斯（1572年11月13日—1638年6月27日），本名君士坦丁·盧卡里斯，希臘主教暨神學家，生於克里特島甘地亞（威尼斯共和國控制）。後成為亚历山大牧首西里爾三世以及君士坦丁堡普世牧首西里爾一世。盧卡里斯致力於透過抗議宗與喀爾文式的歸正神學來進行對正教會的改革。西里爾試圖將喀爾文的神學思想導入正教會一事遭到抵制，而其行為與刺激，在正教會內依舊是爭論的問題。

## 生平
西里爾·盧卡里斯生於1572年11月13日克里特島的甘地亞，當時克里特是威尼斯共和國的一部分。盧卡里斯年輕時曾在歐洲各地旅行，在威尼斯、帕多瓦、威登堡、以及日內瓦等地從事神學研究，當時這些地區處在歸正宗的影響之下，他受到以約翰·喀爾文為代表的宗教改革訴求激勵，並對羅馬公教會產生強烈的反感。
盧卡里斯於1596年前往波蘭，此時由亞歷山大希臘牧首梅勒提烏·佩卡斯領導正教會反對基輔與羅馬教會共融的布列斯特教會合併。他持續6年在維爾紐斯（今立陶宛）的正教學院擔任教授。
由於奧圖曼帝國壓制羅馬公教的耶穌會佈道團對正教會的共融與改宗，因此當地缺乏教導正教信仰與希臘語的大學。羅馬公教會的學院與正教司鐸提供若干幫助以期彌補不足。盧卡里斯的第一個行動是去建立一所位於阿索斯山的神學院 Athoniada school。他也贊助加里波利的馬克西姆翻譯聖經現代希臘語譯本。

## 歸正信仰
盧卡里斯的目標是採用歸正信仰去對正教會進行宗教改革，為此他送出許多年輕的希臘神學家前往瑞士、荷蘭北部、以及英格蘭等地的大學留學。1629年，他發表了著名的《基督教東方信仰的宣認》，其內容是對正教信條與溫和喀爾文主義進行綜合的神學。